# Syrinx (mytologi)
 For alternative betydninger, se Syrinx. (Se også artikler, som begynder med Syrinx)
Syrinx (græsk Συριγξ) var i græsk mytologi en nymfe og en af støttespillerne til Artemis, og kendt for sin dydighed.
Da Syrinx blev forfulgt af en amorøs Pan, en græsk gud, løb hun til elvebredden af Ladon i Arkadien og tryglede om støtte fra elvens nymfer. Som svar på bønnen blev hun omformet til hule siv, som giver en hulkende lyd fra sig, når gudens frustrerede pust blæser gennem dem. Pan tog flere rør fra planten og lavede sin første panfløjte, som derfor også er kendt som syrinx (Ovid, Metamorphoses). Også i Theokrits digt Thyrsis optræder syrinx (panfløjte) og Pan i samme strofe.
Et kendt musikstykke for solofløjte, skrevet af Claude Debussy, hedder også Syrinx. Navnet er derudover en betegnelse på det nedre strubehoved og fugles lydgenererende organ.
| Mytologi | Spire Denne artikel om mytologi er en spire som bør udbygges. Du er velkommen til at hjælpe Wikipedia ved at udvide den. |